# Madhubani (Distrikt)
Der Distrikt Madhubani (Hindi मधुबनी जिला, Urdu مدھوبنی ضلع) ist ein Distrikt im indischen Bundesstaat Bihar. Nach Patna und Purba Champaran ist er der bevölkerungsreichste Distrikt in Bihar.
Die Fläche beträgt 3501 km². Sitz der Verwaltung ist die Stadt Madhubani.

## Geschichte
Das Gebiet des Distrikts stand nach dem britischen Sieg über das Mogulreich in der Schlacht von Buxar ab 1774 unter der Herrschaft der Britischen Ostindien-Kompanie. Nach der Unabhängigkeit Indiens 1947 kam die Region zum Bundesstaat Bihar. Madhubani wurde 1972 zu einem Distrikt, als es vom Distrikt Darbhanga getrennt wurde.

## Bevölkerung
Die Einwohnerzahl lag bei der Volkszählung 2011 bei 4.487.379. Die Bevölkerungswachstumsrate im Zeitraum von 2001 bis 2011 betrug 25,51 % und war damit sehr hoch. Madhubani hatte ein Geschlechterverhältnis von 926 Frauen pro 1000 Männer und damit einen in Indien häufig anzutreffenden Männerüberschuss. Der Distrikt wies eine Alphabetisierungsrate von 58,62 % im Jahr 2011 auf, eine Steigerung um knapp 17 Prozentpunkte gegenüber dem Jahr 2001. Die Alphabetisierung lag damit weit unter dem nationalen Durchschnitt. 81 % der Bevölkerung waren Hindus und 18 % Muslime.
Lediglich 3,6 % der Bevölkerung lebten 2011 in Städten.